# Piotr Wilkołek
Piotr Marian Wilkołek – polski lekarz weterynarii, doktor habilitowany nauk rolniczych.

## Kariera naukowa
W 1999 roku uzyskał tytuł lekarza weterynarii, nadanego przez Uniwersytet Przyrodniczy w Lublinie.
24 marca 2005 roku ukończył studia doktoranckie na kierunku nauki weterynaryjne na Wydziale Medycyny Weterynaryjnej Uniwersytetu Przyrodniczego w Lublinie na podstawie pracy pt. Experimental Studies of Contact Sensitivity Properties of Thioamides’ Derivatives in Guinea Pigs.
Od 1999 roku zatrudniony jest w Uniwersytecie Przyrodniczym w Lublinie.
26 marca 2021 roku uzyskał stopień doktora habilitowanego nauk rolniczych w dyscyplinie weterynarii na Uniwersytecie Przyrodniczym w Lublinie na podstawie rozprawy pt. Ocena wybranych parametrów nieswoistej odporności komórkowej i roli alergeno-swoistych przeciwciał IgE w diagnostyce nadwrażliwości skórnych tła immunologicznego u koni.

## Publikacje
- 2006: Wczesne markery miażdżycy w przewidywaniu krytycznego zwężenia tętnicy wieńcowej.
- 2020: Urticaria pigmentosa due to microsporum canis infection in a sphynx cat – case report.

Opracowano na podstawie źródła:.